# 熊本県道156号鏡宮原線
熊本県道156号鏡宮原線（くまもとけんどう156ごう かがみみやはらせん）は、熊本県八代市から八代郡氷川町に至る一般県道である。

## 概要

### 路線データ
- 起点：熊本県八代市鏡町鏡（鏡町鏡交差点、熊本県道14号八代鏡宇土線交点、熊本県道42号八代鏡線終点）
- 終点：熊本県八代郡氷川町宮原（宮原交差点、国道3号交点、国道443号終点、熊本県道25号宮原五木線起点）

## 地理

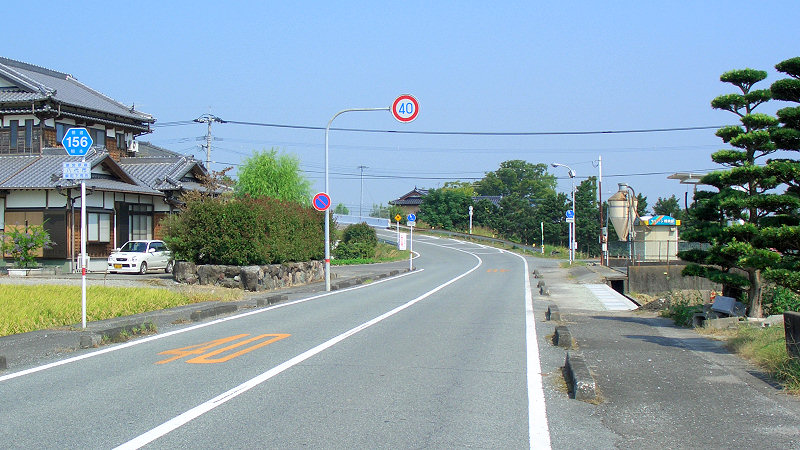
沿線風景（鏡町下有佐）

### 通過する自治体
- 八代市
- 八代郡氷川町

### 交差する道路
| 交差する道路                                  | 交差する場所 | 交差する場所 | 交差する場所 | 交差する場所        |
| --------------------------------------------- | ------------ | ------------ | ------------ | ------------------- |
| 熊本県道14号八代鏡宇土線 熊本県道42号八代鏡線 | 八代市       | 八代市       | 鏡町鏡       | 鏡町鏡交差点 / 起点 |
| 国道3号 国道443号 熊本県道25号宮原五木線      | 八代郡       | 氷川町       | 宮原         | 宮原交差点 / 終点   |

### 交差する鉄道
- 鹿児島本線

### 沿線
- JR九州鹿児島本線 有佐駅